# Župnija Maribor – Sveta Marija
Župnija Maribor – Sveta Marija je rimskokatoliška teritorialna župnija Dekanije Maribor Mariborskega naddekanata, ki je del Nadškofije Maribor. Župnijo vodijo frančiškani. 

## Zgodovina
V župniji je pred drugo svetovno vojno kot ministrant deloval Franc Pen, ki je umrl v Gradcu mučeniške smrti in je sedaj kandidat za svetnika. 15. avgusta 1998 se je iz župnije odcepila novo ustanovljena Župnija Maribor - Košaki.

## Sakralni objekti
| Slika                     | Objekt                     | Naselje       | Oznaka                                                                                |
| ------------------------- | -------------------------- | ------------- | ------------------------------------------------------------------------------------- |
| Klikni za spremembo slike | Bazilika Matere Usmiljenja | Maribor       | župnijska cerkev, frančiškanska cerkev, bazilika (7. november 1906, prva v Sloveniji) |
| Klikni za spremembo slike | Kapela svete Ane           | Ribniško selo | podružnična kapela                                                                    |